# Luch
Il Luch (in russo Лух?) è un fiume della Russia europea, affluente di sinistra della Kljaz'ma.

## Descrizione
Nasce nel territorio dell'oblast' di Ivanovo, 20 km a est della cittadina di Vičuga e scorre lungo una pianura leggermente ondulata, nel tratto medio e basso ricoperta di pinete, con direzione mediamente meridionale. Il letto del fiume è tortuoso; nel mezzo e soprattutto nel basso corso ci sono molti canali, laghi, lanche, e zone paludose. La larghezza del fiume nella parte superiore, vicino al villaggio di Luch, è  di 10-15 m, poi si espande a 20-30 m. Nel corso medio, la larghezza è 50-70 m, alla foce raggiunge i 150. Il fiume ha una lunghezza di 240 km. L'area del suo bacino è di 4 450 km². Sfocia nella Kljaz'ma a 68 km dalla foce, poco a valle della cittadina di Vjazniki.
Il fiume è gelato da fine novembre fino ad aprile.
La riserva naturale Kljaz'minsko-Luchskij si trova nella parte inferiore del fiume lungo la riva destra, dal confine dell'Oblast' di Vladimir alla foce.